# نجيمية إفريقية
نجيمية أفريقية (الاسم العلمي:Micrasterias africana) هي نوع من الطحالب خضراء يتبع جنس النجيمية من الفصيلة الدسميدية.